# Mouhcine Iajour
Mouhcine ou Mouhssine Iajour est un footballeur international marocain né le 14 juin 1985 à Casablanca, qui évolue au poste d'attaquant.
Avec plus de 180 buts à son actif en clubs et en sélection, il est l'un des buteurs les plus prolifiques de l'histoire du Raja Club Athletic et du football marocain.
Surnommé le 'Goleador', Iajour a remporté de nombreux titres nationaux et internationaux avec les verts et a été sacré meilleur buteur du Raja en 2013, 2014, 2018 et 2019. Il a été également désigné meilleur buteur de la Botola en 2018 et 2019. Il est le meilleur buteur de la Botola Pro depuis 2011, date à laquelle le championnat est devenu professionnel. Finaliste de la coupe du monde des clubs en 2013, il termine meilleur buteur de la compétition et il est élu ballon de bronze après le Français Franck Ribéry et l'Allemand Philipp Lahm. En sélection, il conduit le Maroc aux demi-finales de la coupe du monde des moins de 20 ans de 2005 organisée aux Pays-Bas où il est le meilleur buteur de la sélection avec 3 buts en 557 minutes jouées.

## Biographie

### Professionnalisme en Europe
Toujours en Suisse, et contrairement à Said Fattah qui décide de revenir au Raja, le parcours exceptionnel de Mouhcine Iajour à la coupe du monde junior l'aide à rejoindre le FC Chiasso qui évoluait en deuxième division suisse.
Après une bonne première saison avec le club suisse dans laquelle il inscrit sept buts, Mouhssine Iajour part en Belgique au RSC Charleroi où il reste deux années. Sa première saison était beaucoup mieux que sa deuxième puisqu'il participe à 13 matches et marque 4 buts alors que la saison 2009-2010, il n'inscrit aucun but.
Son retour au Maroc
En 2010, après une expérience décevante en Belgique, Mouhcine Iajour devait trouver un nouveau club pour lui, il signe alors son retour au Maroc mais cette fois c'est avec le maillot rouge que Iajour jouera.
Il rejoint son ancien compagnon Said Fattah au Wydad de Casablanca, le rival du Raja de Casablanca et champion en titre, pour deux ans. Ce transfert vint aggraver la mauvaise relation entre Iajour et les supporters rajaouis qui n'ont pas encore oublier son comportement irresponsable en 2007 surtout qu'en décembre de la même année, il inscrit les deux buts de la victoire wydadie (2-1) contre le Raja lors du 109ederby de Casablanca. Une victoire qui permet à son club d'occuper le deuxième place, avec dix-huit points, derrière l'Olympique de Khouribga.
Une blessure à la cheville, contracté lors d'un match de mini foot marocain blessé par Badr Kenzaoui capitaine d'une équipe de jeunes prodiges à Mohammedia, le prive de disputer la finale retour de la Ligue des champions de la CAF de 2011, après avoir, déjà, raté l'aller.
En mai 2012, rentré en jeu à la 80e minute de jeu, Iajour délivre, devant  80 000 spectateurs, le Wydad, lors du 112e derby, en inscrivant le but de la victoire (1-0) lors des arrêts de jeu.
Durant la plupart de ses rencontres avec le Wydad, Iajour ne participait pas en tant que titulaire, dans un certain temps il était brusquement critiquer par les supporters en Ligue des champions.

### Exploits avec le Raja CA
Alors qu'il est pourtant proche de signer au Hassania d'Agadir, avec lequel il s'entraîne à la suite de son départ du wac, Iajour paraphe, en juin 2012, un contrat de deux ans avec son club formateur, le Raja.

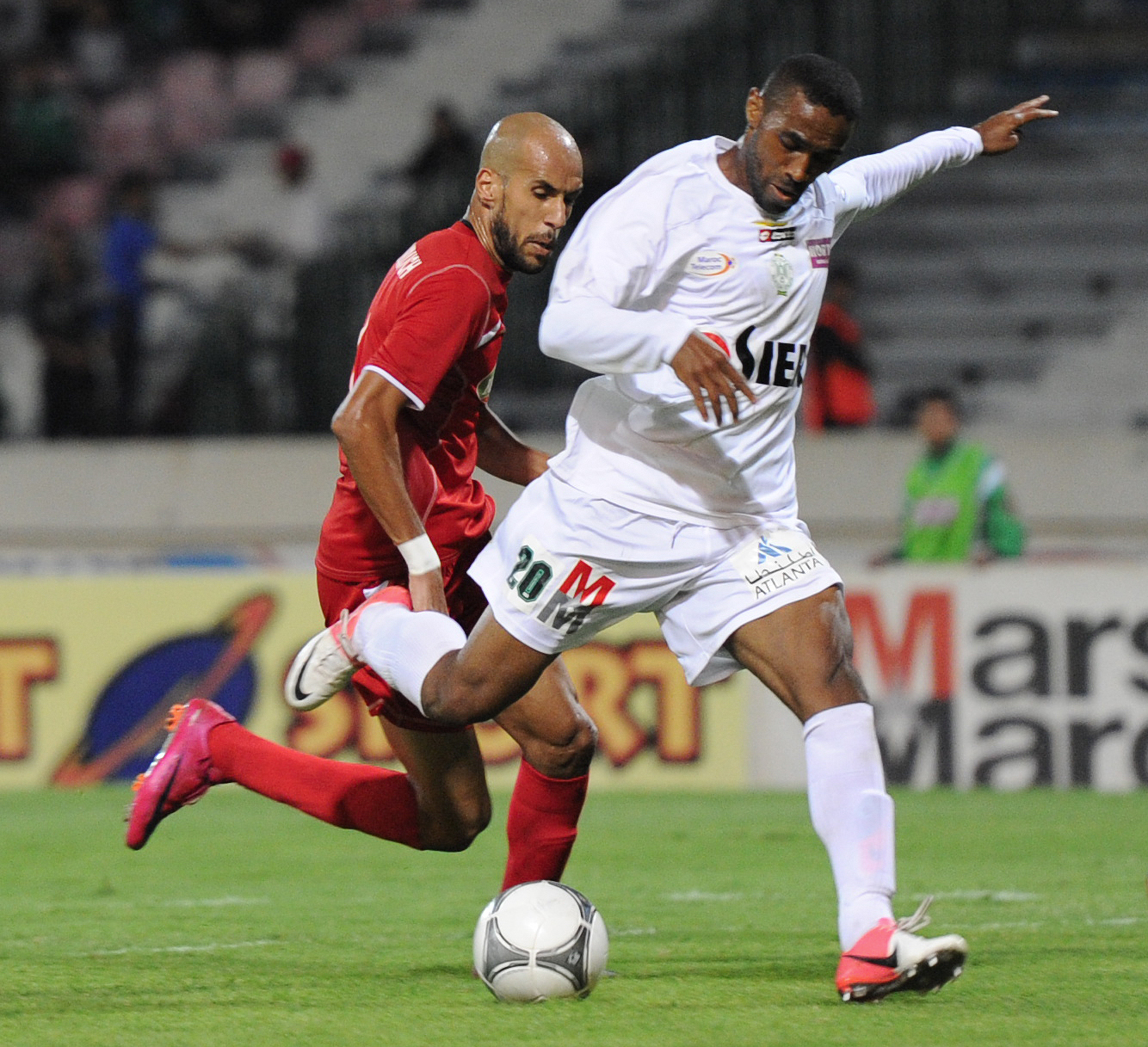
Mouhcine Iajour marquant le quatrième but contre le Kénitra AC en 2012

Avec le Raja, la saison 2012-2013 fut excellente puisqu'il fini buteur du club et remporte le doublé coupe-championnat avec les aigles verts.
Le début de la saison suivante fut difficile pour Mouhcine, il n'inscrit pas beaucoup de buts en championnat et fut critiqué sévèrement par les supporters. À la fin de chaque match , il était victime d'insultes et de sifflets de la part du public mais Mouhcine les répondais par des applaudissements avec un sang froid, contrairement à plusieurs joueurs qui se mettait souvent en colère et font un comportement qui peut causer la fin de leur carrière tel qu'Amine Rbati.
Par la suite il participa avec l'équipe du Raja à la Coupe du monde des clubs de la FIFA 2013 où il réussit à attirer l'attention en inscrivant des buts contre Auckland City FC puis Atlético Mineiro et fini buteur de la compétition avec Ronaldinho, Darío Conca et César Delgado. Il est aussi élu ballon de bronze adidas derrière Franck Ribéry et Philipp Lahm. Après le magnifique parcours réalisé par le Raja Club Athletic qui ont atteint la finale, Mouhcine Iajour et ses coéquipiers ont été décorés et félicités au palais royal par le roi Mohammed VI.
Le 7 février 2014, il inscrit un quadruplé face aux Sierraléonais de Diamond Stars FC au titre du tour préliminaire de la Ligue des champions 2014, les Verts écrasent leur adversaires sur le score net de 6-0. Il devient le troisième joueur marocain de l'histoire à marquer un quadruplé en Ligue des champions, après Réda Ryahi et Mustapha Moustawdaa, tous les deux joueurs du Raja.

### Expérience avec le MAT
En 2014, dans le but de participer de nouveau au Mondial des clubs, Mouhcine Iajour rejoint le Moghreb Athlétic de Tétouan tenant du titre du championnat marocain et qui participera en tant que pays d'hôte à la Coupe du monde des clubs organisé en 2014 au Maroc.
Le 10 décembre 2014, à Rabat, Iajour joua la première rencontre contre le champion de l'Océanie l'Auckland City FC, il est titularisé à la première mi-temps qui finit par un nul, par la suite aux arrêts de jeu, un malentendu a causé un conflit dans les vestiaires entre Iajour et l'entraîneur  Aziz El Amri, ce dernier décide de remplacer l'attaquant et le fait sortir avant d'entamer la deuxième période. Finalement, le Moghreb de Tétouan perd le match et fut éliminé aux tirs au but. À la suite de cette élimination, Aziz El Amri est viré et parmi les raisons qui ont poussé les dirigeants à rompre son contrat : le changement de Iajour qui a causé une grande déception pour les supporters.
Cette saison, Iajour jouait le rôle du leader et du buteur puisqu'il a marqué un total de 18 buts en 33 matches avec un but toutes deux les rencontres environ. Mouhcine participe également à la Ligue des champions et élimine Al Ahly SC après avoir inscrit un but en coup franc direct à la 90e minute.

### Star du championnat du Qatar
Fin 2015, Iajour est sujet d'un grand transfert vers le club Qatar Sports Club, il inscrit 8 buts mais le club est relégué à la deuxième division et ses prestations n'ont pas beaucoup plu aux responsables qataris qui le font prêter pour six mois à Al Ahli SC puis il rejoint Al-Khor SC.
Mouhcine Iajour a fini meilleur buteur de la saison dans tous les clubs qataris avec qui il a joué.

### Retour au club du cœur
En juillet 2017, âgé de 32 ans, Mouhcine Iajour retourne à son équipe mère. L'attaquant expérimenté a encore la rage de vaincre et veut poursuivre son parcours professionnel avec son club formateur le Raja CA. Le transfert fut très salué par les supporteurs joyeux du retour d'un des joueurs emblématiques de l'histoire du Raja, le club qui vit une grande crise financière. Iajour avait déclaré dans une interview que le raja a besoin en ce moment à tous ses hommes afin de vaincre cette crise. Iajour joue son premier match en tant que remplaçant contre l'Olympique Dcheira au match d'aller en Coupe du Trône, il inscrit également son premier but au match retour.
Lors de la finale de cette coupe remportée par les verts et blancs, Iajour marque un but après un coup de tête à la suite d'un centre de son coéquipier Zakaria Hadraf. À la fin de saison, Mohssine l'achève avec un total de 25 buts, ce qui est considéré comme un record qui ne s'est pas réalisé par un joueur du Raja CA depuis les années 90. Iajour gagne également le titre de meilleur buteur du Championnat du Maroc 2017-2018 avec 17 buts.
La saison 2018-2019 est très mémorable pour Iajour, puisqu'il remporte deux titres continentaux avec les verts, la coupe de la confédération et la supercoupe d'Afrique. En finale de la première, Juan Carlos Garrido le met sur le banc et lui préfère Soufiane Rahimi qui inscrit un doublé. Mouhcine entre en jeu en deuxième mi-temps, mais il est expulsé après le sifflet final à la suite d'une bagarre avec un défenseur congolais de l'AS Vita Club.
Le 24 février 2019, au compte de la phase des groupes contre le RS de Berkane, Iajour réussi à inscrire son 31e but en compétitions africaines. Grâce à cette réalisation, l’attaquant des Verts s’empare de la 3e place du classement des meilleurs buteurs arabes de l'histoire des compétitions africaines et détrône l’Égyptien Imad Moteab (28 buts). Il est désormais à un but de la deuxième place du classement, occupée par Mohamed Aboutrika (32 buts). L’ancien attaquant et actuel président d’Al Ahly, Mahmoud El Khatib est en tête du classement avec 37 buts.
Un classement est publié fin mars par le site Footballdatabase qui recense les meilleurs buteurs et passeurs décisifs au monde de l'année 2019, Mouhcine est à la 8e place avec 12 réalisations et son coéquipier Abdelilah Hafidi est désigné meilleur passeur au monde avec 10 passes décisives, devançant le duo de Manchester City, Leroy Sané et David Silva, qui ont respectivement 8 et 7 passes.
Mouhcine remporte son deuxième titre de la saison avec les verts le 29 mars 2019, devant 25000 spectateurs au Stade Jassim-bin-Hamad à Doha où le Raja décroche sa deuxième supercoupe d'Afrique, en s’imposant face à l’Espérance sportive de Tunis sur le score de 2-1.
Le 11 mai, au titre de la 27e journée du championnat, et alors que le Raja est mené au score contre le MC Oujda (1-0), Iajour inscrit un doublé et offre la victoire à son équipe (2-1), ainsi, le Raja bat le record national des buts marqués sur une seule saison, et atteint le palier des 100 buts. De ces 100 buts, Iajour totalise à lui seul 31 buts, repartis comme suit :
- Botola Maroc Télécom : 18 buts
- Coupe de la confédération : 10 buts
- Coupe du trône : 1 but
- Championnat arabe des clubs : 2 buts

Le 9 juin, après son but contre le DHJ (2-0) lors de la dernière journée, Mouhcine Iajour termine le championnat en tête du classement des buteurs, avec 19 buts à son actif. Il est sacré meilleur buteur pour la deuxième saison consécutive, exploit réalisé la dernière fois en 2004 par l'ancien attaquant des verts, Mustapha Bidodane.

## Sélections en équipes nationales

### Coupe d'Afrique Junior 2005
En décembre 2004, Iajour, âgé de 19 ans, est convoqué par le coach Fathi Jamal pour participer à la Coupe d'Afrique des nations junior 2005 (CAN U-20) au Bénin. Le jeune joueur ne rate pas l'occasion et s'impose comme l'un des piliers de l'équipe national junior dès le 1er match, le 16 janvier 2005, contre le Lesotho (Victoire, 2-0) avec une passe décisive qui permet à son coéquipier, Rachid Tiberkanine, d'ouvrir le score.
Le 19 janvier 2005, Iajour marque son premier but dans la compétition contre l'Égypte (Match Nul, 2-2).
Quatre jours plus tard, le 23 janvier 2005, Iajour revisite le filet en marquant le seul but de la rencontre, face à l'Angola (Victoire, 1-0), ce qui qualifie le Maroc en demi-finales en tant que 2e du groupe B derrière l'Égypte.
Le 26 janvier 2005, Iajour frappe fort en marquant 2 buts contre le Nigéria dans une demi-finale serrée et agressive. Mais malgré ses efforts, le Nigéria finit par remporter le match après une séance de tirs au but (5-3). Les deux équipes étaient à égalité 1 à 1 à la fin du temps réglementaire et 2 à 2 après prolongation. Le match crée une polémique au Maroc en raison du fait que l'arbitre togolais Kokou Djaoupe, qui a dirigé le match, a sorti injustement cinq cartons jaunes contre les juniors marocains, leur a refusé un but tout fait et a expulsé sans aucune raison l'entraîneur national Fathi Jamal.
Le 29 janvier 2005, le Maroc s'incline à nouveau aux tirs au but contre le Bénin (5-3) en match de classement, après avoir fini 1-1 dans le temps réglementaire. Néanmoins, Iajour réussit à marquer son 5e but dans la compétition ce qui lui vaut le Soulier d'or du meilleur buteur de la 14e Coupe d'Afrique des nations de football (CAN-2005) juniors, avec 5 buts en 5 matches.

### Coupe du Monde Junior 2005
En mai 2005, Mouhcine Iajour est parmi les 23 sélectionnés par Fathi Jamal pour disputer la Coupe du Monde Junior 2005, organisée par les Pays-Bas du 10 juin au 2 juillet 2005. Les Lionceaux de l'Atlas oppose, en phase de poule, le Honduras, le Chili, et l'Espagne.
Iajour ne marque pas dans le 1er match contre l'Espagne (Défaite, 3-1), mais il compense lors du 2e match en marquant 2 buts contre le Honduras et mène son équipe à s'imposer 5 à 0.
Le 17 juin 2005, les Marocains, qui n'ont besoin que d'un point pour assurer la deuxième place du groupe, s'imposent face aux Chiliens 1 à 0 par un but signé Tarik Bendamou, ce qui qualifie le Maroc pour les huitièmes de finale, en tant que deuxième du groupe C avec 6 points. Iajour forme avec Nabil El Zhar un duo offensif qui dérange les défenseurs chiliens en déstabilisant leur plan défensif.
En huitièmes de finale, le 21 juin 2005, Iajour et ses coéquipiers affrontent des Japonais complètement métamorphosés par rapport aux prestations fournies lors du premier tour, ils évoluent plus offensivement tout en restant fidèles et respectueux de leur traditionnelle discipline et en déployant le marquage strict sur Iajour, qui reste isolé. Le Japon impose un rythme haut et met les Marocains sous pression. Mais cela n'arrête pas Iajour qui surprend les bleus japonais une minute avant la fin du temps réglementaire et marque un fort joli but, son troisième dans la compétition, synonyme de passage aux quarts de finale.
Le 24 juin 2005, le Maroc, en pleine forme affronte les jeunes italiens du Squadra Azzurra au Quarts de finale. Iajour, qui répond présent tout au long de la compétition, commence le match comme ailier gauche. Avec ses dribbles, Iajour élimine deux défenseurs italiens au côté gauche et centre vers El Zhar qui trompe le gardien et ouvre le score à la 26e minute de jeu. Iajour, encore une fois, fait une excellente prestation et le Maroc bat les Italiens aux tirs au but (4-2), après une égalité 2 à 2 à la fin de temps réglementaire du match. Iajour et ses coéquipiers en demi-finales de la coupe du monde junior pour la première fois dans l'histoire de l'équipe.

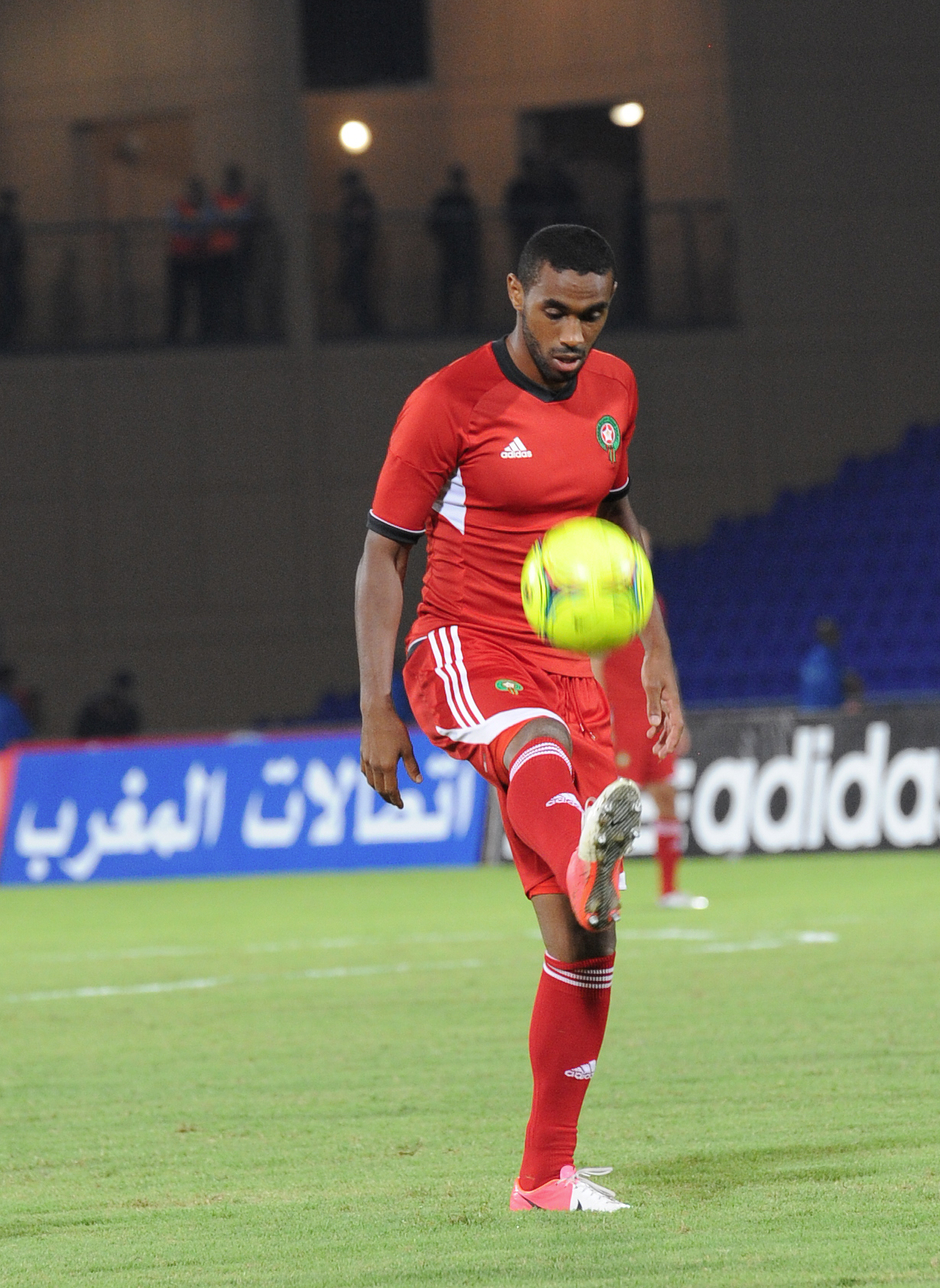
Mouhcine Iajour sous les couleurs de la sélection marocaine en octobre 2012

4 jours plus tard, face au Nigeria (défaite, 3-0), Iajour tente de prendre sa revanche contre les Flying Eagles, qui ont éliminé les Lionceaux de l'Atlas lors de la Coupe d'Afrique 5 mois plus tôt, mais en vain. Les Nigériens imposent leur rythme, dominent depuis le début de la rencontre et s'imposent 3 à 0 face à une équipe marocaine méconnaissable et un Iajour isolé et frustré. Quelques minutes avant la fin du match, Iajour reçoit un carton rouge, ce qui l'empêche de jouer le match du classement contre le Brésil (Défaite, 2-1), le 2 juillet 2005.
Malgré l'élimination en demi-finales, les Lionceaux de l'Atlas terminent la Coupe du Monde Junior 2005 en quatrième place, et Iajour se distingue comme meilleur buteur de son équipe avec 3 buts en 557 minutes jouées.

### L'équipe nationale A
Mouhcine Iajour reçoit une sélection en équipe du Maroc lors de l'année 2004 et en reçoit une autre avec l’entraîneur Rachid Taoussi en 2012.
Mouhcine Iajour fut convoqué pour la première fois avec l'Équipe du Maroc A en 2004 par l'entraîneur Badou Zaki qui le fait participer en un match amical face à l'équipe suisse au Complexe sportif Moulay-Abdallah le jour du 18 février 2004.
En 2013 et 2014, il participe avec l'équipe du Maroc des locaux, entraîné par M'hamed Fakhir, aux éliminatoires de la CHAN.
| Matches internationaux de Mouhcine Iajour | Matches internationaux de Mouhcine Iajour | Matches internationaux de Mouhcine Iajour                    | Matches internationaux de Mouhcine Iajour | Matches internationaux de Mouhcine Iajour | Matches internationaux de Mouhcine Iajour | Matches internationaux de Mouhcine Iajour | Matches internationaux de Mouhcine Iajour |
| 0                                         | Date                                      | Lieu                                                         | Adversaire                                | Score                                     | Résultats                                 | Compétitions                              |                                           |
| ----------------------------------------- | ----------------------------------------- | ------------------------------------------------------------ | ----------------------------------------- | ----------------------------------------- | ----------------------------------------- | ----------------------------------------- | ----------------------------------------- |
| 1                                         | 18 février 2004                           | Complexe sportif Moulay-Abdallah, Rabat, Maroc               | Suisse                                    | 2-0                                       | 2-1                                       | Match amical                              |                                           |
| 2                                         | 13 octobre 2012                           | Grand Stade de Marrakech, Marrakech, Maroc                   | Mozambique                                | —                                         | 4-0                                       | Qualifications à la Coupe d'Afrique 2013  |                                           |
| 3                                         | 28 mai 2014                               | Stade de l'Algarve, Faro, Portugal                           | Angola                                    | —                                         | 0-2                                       | Match amical                              |                                           |
| 4                                         | 7 septembre 2014                          | Grand Stade de Marrakech, Marrakech, Maroc                   | Libye                                     | 3-0                                       | 3-0                                       | Match amical                              |                                           |
| 5                                         | 9 octobre 2014                            | Grand Stade de Marrakech, Marrakech, Maroc                   | Centrafrique                              | —                                         | 4-0                                       | Match amical                              |                                           |
| 6                                         | 13 octobre 2014                           | Grand Stade de Marrakech, Marrakech, Maroc                   | Kenya                                     | 3-0                                       | 3-0                                       | Match amical                              |                                           |
| 7                                         | 16 novembre 2014                          | Stade Adrar, Agadir, Maroc                                   | Zimbabwe                                  | 2-1                                       | 2-1                                       | Match amical                              |                                           |
| 8                                         | 28 mars 2015                              | Stade Adrar, Agadir, Maroc                                   | Uruguay                                   | —                                         | 0-1                                       | Match amical                              |                                           |
| 9                                         | 12 juin 2015                              | Stade Adrar, Agadir, Maroc                                   | Libye                                     | —                                         | 1-0                                       | Qualifications à la Coupe d'Afrique 2017  |                                           |
| 10                                        | 5 septembre 2015                          | Estádio Nacional 12 de Julho, São Tomé, Sao Tomé-et-Principe | Sao Tomé-et-Principe                      | —                                         | 0-3                                       | Qualifications à la Coupe d'Afrique 2017  |                                           |
| 11                                        | 12 octobre 2015                           | Stade Adrar, Agadir, Maroc                                   | Guinée                                    | —                                         | 1-1                                       | Match amical                              |                                           |

## Style de jeu
Mouhcine Iajour est doté d'une très bonne frappe lui permettant de marquer de l'extérieur, comme de l'intérieur des seize mètres, il est puissant et explosif, ce qui lui permet d'être très dangereux lorsqu'il est dos au but. Il est aussi doté d'une détente et un sens du placement qui lui procure un jeu de tête au-dessus de la moyenne. Attaquant complet et physique, il est très bon balle au pied malgré sa taille, et sa technique lui permet de se sortir de situations difficiles.
Le ratio de buts marqués par match de Iajour a continué à augmenter bien au-delà de ses 30 ans alors que les attaquants connaissent en moyenne leur pic de productivité vers 25 ans. En effet, depuis son retour au Raja en 2017 (il avait 32 ans), il a inscrit 52 buts en 91 rencontres avec une exaltante moyenne de 0,57 but/match. De plus, à défaut d'être peu performant aux tirs au but, le Marocain possède une puissante frappe de balle qui lui profite notamment dans l'exercice des coups francs.

## Statistiques

### Générales
| Saison                | Club                  | Championnat           | Championnat | Championnat | Championnat | Coupe(s) nationale(s) | Coupe(s) nationale(s) | Coupe(s) nationale(s) | Compétition(s) continentale(s) | Compétition(s) continentale(s) | Compétition(s) continentale(s) | Compétition(s) continentale(s) | Maroc | Maroc | Maroc | Total | Total | Total |
| Saison                | Club                  | Division              | M.          | B.          | P.d.        | M.                    | B.                    | P.d.                  | Comp.                          | M.                             | B.                             | P.d.                           | M.    | B.    | P.d.  | M.    | B.    | P.d.  |
| 2004-2005             | Raja CA               | Botola                | -           | -           | -           | -                     | -                     | -                     | CL                             | 8                              | 2                              | -                              | 1     | 1     | 0     | 9     | 3     | 0     |
| 2005-2006             | Raja CA               | Botola                | -           | 3           | -           | -                     | -                     | -                     | CL                             | 4                              | 1                              | -                              | 0     | 0     | -     | 4     | 4     | 0     |
| 2006-2007             | Raja CA               | Botola                | -           | -           | -           | -                     | -                     | -                     | -                              | -                              | -                              | -                              | -     | -     | -     | 0     | 0     | 0     |
| Sous-total            | Sous-total            | Sous-total            | -           | 3           | -           | -                     | -                     | -                     | -                              | 12                             | 3                              | -                              | 1     | 1     | 0     | 13    | 7     | 0     |
| 2007-2008             | FC Chiasso            | CL D2                 | 19          | 7           | -           | -                     | -                     | -                     | -                              | -                              | -                              | -                              | -     | -     | -     | 19    | 7     | 0     |
| Sous-total            | Sous-total            | Sous-total            | 19          | 7           | -           | -                     | -                     | -                     | -                              | -                              | -                              | -                              | -     | -     | -     | 19    | 7     | 0     |
| 2008-2009             | RSC Charleroi         | JPL                   | 13          | 4           | -           | 1                     | 0                     | -                     | -                              | -                              | -                              | -                              | -     | -     | -     | 14    | 4     | 0     |
| 2009-2010             | RSC Charleroi         | JPL                   | 13          | 0           | 1           | 1                     | 0                     | -                     | -                              | -                              | -                              | -                              | -     | -     | -     | 14    | 0     | 1     |
| Sous-total            | Sous-total            | Sous-total            | 26          | 4           | 1           | 2                     | 0                     | -                     | -                              | -                              | -                              | -                              | -     | -     | -     | 28    | 4     | 1     |
| 2010-2011             | Wydad Casablanca      | Botola                | 25          | 8           | -           | 1                     | 0                     | -                     | CL                             | 8                              | 5                              | 2                              | -     | -     | -     | 34    | 13    | 2     |
| 2011-2012             | Wydad Casablanca      | Botola                | 19          | 5           | 1           | 1                     | 0                     | -                     | CAF                            | 4                              | 2                              | -                              | -     | -     | -     | 24    | 7     | 1     |
| Sous-total            | Sous-total            | Sous-total            | 44          | 13          | 1           | 2                     | 0                     | -                     | -                              | 12                             | 7                              | 2                              | -     | -     | -     | 58    | 20    | 3     |
| 2012-2013             | Raja CA               | Botola                | 24          | 9           | 4           | 5                     | 1                     | 0                     | UAFA                           | 5                              | 2                              | 1                              | 1     | 0     | 0     | 35    | 12    | 5     |
| 2013-2014             | Raja CA               | Botola                | 28          | 8           | 3           | 5                     | 1                     | 1                     | CL+FIFA                        | 4+4                            | 5+2                            | 0+1                            | 4     | 2     | 0     | 45    | 18    | 5     |
| Sous-total            | Sous-total            | Sous-total            | 52          | 17          | 7           | 10                    | 2                     | 1                     | -                              | 13                             | 9                              | 2                              | 5     | 2     | 0     | 80    | 30    | 10    |
| 2014-2015             | MAT Tétouan           | Botola                | 26          | 12          | -           | -                     | -                     | -                     | CL                             | 7                              | 6                              | -                              | 7     | 4     | -     | 40    | 22    | 0     |
| Sous-total            | Sous-total            | Sous-total            | 26          | 12          | -           | -                     | -                     | -                     | -                              | 7                              | 6                              | 0                              | 7     | 4     | -     | 40    | 22    | 0     |
| 2015-2016             | Qatar SC              | QSL                   | 15          | 8           | -           | -                     | -                     | -                     | -                              | -                              | -                              | -                              | 2     | 0     | 0     | 17    | 8     | 0     |
| Sous-total            | Sous-total            | Sous-total            | 15          | 8           | -           | -                     | -                     | -                     | -                              | -                              | -                              | -                              | 2     | 0     | 0     | 17    | 8     | 0     |
| 2016                  | Al Ahli SC (prêt)     | QSL                   | 10          | 8           | -           | 2                     | 2                     | -                     | -                              | -                              | -                              | -                              | -     | -     | -     | 12    | 10    | 0     |
| Sous-total            | Sous-total            | Sous-total            | 10          | 8           | -           | 2                     | 2                     | -                     | -                              | -                              | -                              | -                              | -     | -     | -     | 12    | 10    | 0     |
| 2016-2017             | Al-Khor               | QSL                   | 23          | 9           | 2           | 3                     | 2                     | -                     | -                              | -                              | -                              | -                              | -     | -     | -     | 26    | 11    | 2     |
| Sous-total            | Sous-total            | Sous-total            | 23          | 9           | 2           | 3                     | 2                     | -                     | -                              | -                              | -                              | -                              | -     | -     | -     | 26    | 11    | 2     |
| 2017-2018             | Raja CA               | Botola                | 29          | 17          | 2           | 13                    | 6                     | 4                     | CL                             | 6                              | 3                              | -                              | -     | -     | -     | 48    | 26    | 6     |
| 2018-2019             | Raja CA               | Botola                | 26          | 19          | 4           | -                     | -                     | -                     | CL                             | 19                             | 8                              | -                              | -     | -     | -     | 45    | 27    | 4     |
| Sous-total            | Sous-total            | Sous-total            | 55          | 36          | 6           | 13                    | 6                     | 4                     | -                              | 25                             | 11                             | 0                              | -     | -     | -     | 93    | 53    | 10    |
| 2019-2020             | Damac FC              | SPL                   | 12          | 3           | -           | 1                     | 0                     | -                     | -                              | -                              | -                              | -                              | -     | -     | -     | 13    | 3     | 0     |
| Sous-total            | Sous-total            | Sous-total            | 16          | 8           | -           | 1                     | 0                     | -                     | -                              | -                              | -                              | -                              | -     | -     | -     | 17    | 8     | 0     |
| 2019-2020             | RS Berkane            | Botola                | 14          | 4           | 2           | -                     | -                     | -                     | C2                             | 5                              | 2                              | 0                              | -     | -     | -     | 19    | 6     | 2     |
| 2020-2021             | RS Berkane            | Botola                | 4           | 2           | 0           | 1                     | 1                     | 0                     | -                              | -                              | -                              | -                              | -     | -     | -     | 5     | 3     | 0     |
| Sous-total            | Sous-total            | Sous-total            | 18          | 6           | 2           | 1                     | 1                     | 0                     | -                              | 5                              | 2                              | 0                              | -     | -     | -     | 24    | 9     | 2     |
| Total sur la carrière | Total sur la carrière | Total sur la carrière | 300         | 126         | 19          | 34                    | 13                    | 5                     | -                              | 74                             | 38                             | 4                              | 15    | 7     | 0     | 423   | 184   | 28    |

## Palmarès
RS Berkane (1 Titre)
- Coupe de la confédération
  - Vainqueur : 2020
- Supercoupe de la CAF
  - Finaliste : 2021

 Raja Club Athletic (8 Titres)
- Championnat du Maroc
  - Champion en 2004 et 2013
- Coupe du Trône
  - Vainqueur en 2005, 2012 et 2017
  - Finaliste en 2013
- Coupe de la confédération
  - Vainqueur en 2018
- Supercoupe d'Afrique
  - Vainqueur en 2019
- Ligue des Champions Arabes
  - Vainqueur en 2006
- Coupe du monde des clubs
  - Finaliste en 2013

 Wydad Athletic Club
- Ligue des champions CAF
  - Finaliste en 2011

## Distinctions personnelles
- Meilleur buteur de la Coupe d'Afrique des nations junior 2005 (5 Buts en 5 matches).
- Meilleur buteur de la Coupe du monde des clubs de la FIFA 2013 (2 buts en 4 matches).
- Élu ballon de bronze de la Coupe du monde des clubs de la FIFA 2013.
- Prix  Aigle de la Saison  pour le meilleur joueur du Raja CA au terme de la 2019.
- Meilleur buteur du Championnat du Maroc 2017-2018 (17 buts).
- Meilleur buteur du Championnat du Maroc 2018-2019 (19 buts).